# (741081) 2005 LW3
(741081) 2005 LW3はアポロ群に属する地球近傍小惑星、および潜在的に危険な小惑星（PHA）に分類される小惑星である。2005年6月5日にオーストラリアのサイディング・スプリング天文台（SSO）で行われているサイディング・スプリングサーベイ（SSS）による観測から発見された。2022年11月23日に地球から月までの距離の2.965倍（約114万 km）にまで接近し、見かけの等級はピーク時で13等級に達した。接近中は世界中の天文学者によって広く観測され、アメリカ航空宇宙局 (NASA) がカリフォルニア州で運用しているGoldstone Solar System Radar (GSSR) によるレーダー観測により、2005 LW3 から 4 km 離れた距離を公転する直径 100 m 程度の衛星が発見された。
発見から約20年に渡って仮符号での名称しかなかったが、2024年11月15日に小惑星センターから発行された小惑星電子回報「M.P.C. 178916」にて、小惑星番号741,081番が正式に与えられた。

## 物理的特性
2022年11月の Goldstone Solar System Radar による観測から 2005 LW3 の形状が求められ、直径が約 400 m の天体であることが明らかになった。これは、以前に予想されていた直径 150 m よりもかなり大きい。絶対等級 (H) が21.9等級とすると、このレーダー測定によって求められた直径に基づくと 2005 LW3 の幾何アルベドは 0.02 と非常に低いことが示されている。これらのレーダー観測により、2005 LW3 の自転周期が3.6時間であることも判明した。

## 衛星
2005 LW3の衛星は、2022年11月23日から11月27日にかけて行われた Goldstone Solar System Radar での観測結果を解析した天文学者らのチームによって発見された。衛星は赤道における大きさが 100 × 50 m となった長い形状になっていることが伺える。2005 LW3 からの軌道長半径は約 4 km であり、これは、2005 LW3のヒル半径（密度を 1.6 g/cm3 と仮定した場合、計算上のヒル半径は約 24 km となる）の約 17% に相当する。この衛星の発見は、2022年12月10日に天文電報中央局 (CBAT) にて発表された。